# La Barben
La Barben – miejscowość i gmina we Francji, w regionie Prowansja-Alpy-Lazurowe Wybrzeże, w departamencie Delta Rodanu.
Według danych na rok 1990 gminę zamieszkiwało 500 osób, a gęstość zaludnienia wynosiła 22 osoby/km² (wśród 963 gmin regionu Prowansja-Alpy-W. Lazurowe La Barben plasuje się na 488. miejscu pod względem liczby ludności, natomiast pod względem powierzchni na miejscu 444.).